# Écosse-Fidji en rugby à XV
Cet article présente l'historique des confrontations entre l'équipe d'Écosse et l'équipe des Fidji en rugby à XV. Les deux équipes se sont affrontées à onze reprises, dont une fois en Coupe du monde. Les Écossais ont remporté huit rencontres contre trois pour les Fidjiens.

## Les confrontations
| No | Date              | Lieu                                        | Match          | Score   | Compétition                           |
| -- | ----------------- | ------------------------------------------- | -------------- | ------- | ------------------------------------- |
| 1  | 28 octobre 1989   | Murrayfield Stadium, Édimbourg — Écosse     | Écosse – Fidji | 38 – 17 | Test match                            |
| 2  | 26 mai 1998       | Stade national, Suva — Fidji                | Fidji – Écosse | 51 – 26 | Test match                            |
| 3  | 24 novembre 2002  | Murrayfield Stadium, Édimbourg — Écosse     | Écosse – Fidji | 36 – 22 | Test match                            |
| 4  | 1er novembre 2003 | Sydney Football Stadium, Sydney — Australie | Écosse – Fidji | 22 – 20 | Coupe du monde (poule B)              |
| 5  | 14 novembre 2009  | Murrayfield Stadium, Édimbourg — Écosse     | Écosse – Fidji | 23 – 10 | Test match                            |
| 6  | 16 juin 2012      | Churchill Park, Lautoka — Fidji             | Fidji – Écosse | 25 – 37 | Test match                            |
| 7  | 24 juin 2017      | ANZ Stadium, Suva — Fidji                   | Fidji – Écosse | 27 – 22 | Test match                            |
| 8  | 10 novembre 2018  | Murrayfield Stadium, Édimbourg — Écosse     | Écosse – Fidji | 54 – 17 | Test match                            |
| -  | 28 novembre 2020  | Murrayfield Stadium, Édimbourg — Écosse     | Écosse – Fidji | 28 – 0  | Coupe d'automne des nations (poule B) |
| 9  | 5 novembre 2022   | Murrayfield Stadium, Édimbourg — Écosse     | Écosse – Fidji | 28 – 12 | Test match                            |
| 10 | 2 novembre 2024   | Murrayfield Stadium, Édimbourg — Écosse     | Écosse – Fidji | 57 – 17 | Test match                            |
| 11 | 12 juillet 2025   | HFC Bank Stadium , Suva — Fidji             | Fidji – Écosse | 29 – 14 | Test match                            |